# Bogatell (Metro Barcelona)
Bogatell ist eine unterirdische Station der Metro Barcelona. Sie befindet sich im Stadtteil Sant Martí. Die Station wird von der Metrolinie 4 bedient. Es besteht Umsteigemöglichkeit zu fünf Buslinien an der oberirdischen Haltestelle.
Die Station wurde 1977 im Zuge der Eröffnung der östlichen Verlängerung der Linie 4 in Betrieb genommen. Diese wurde damals von der Station Barceloneta bis nach Selva de Mar verlängert. Bis 1982 hatte die Station den Namen Pedro IV.
| Vorherige Station                        | Metro Barcelona | Nächste Station  |
| ---------------------------------------- | --------------- | ---------------- |
| Ciutadella-Vila Olímpica ← Trinitat Nova | L4              | Llacuna La Pau → |